# Bannière autonome

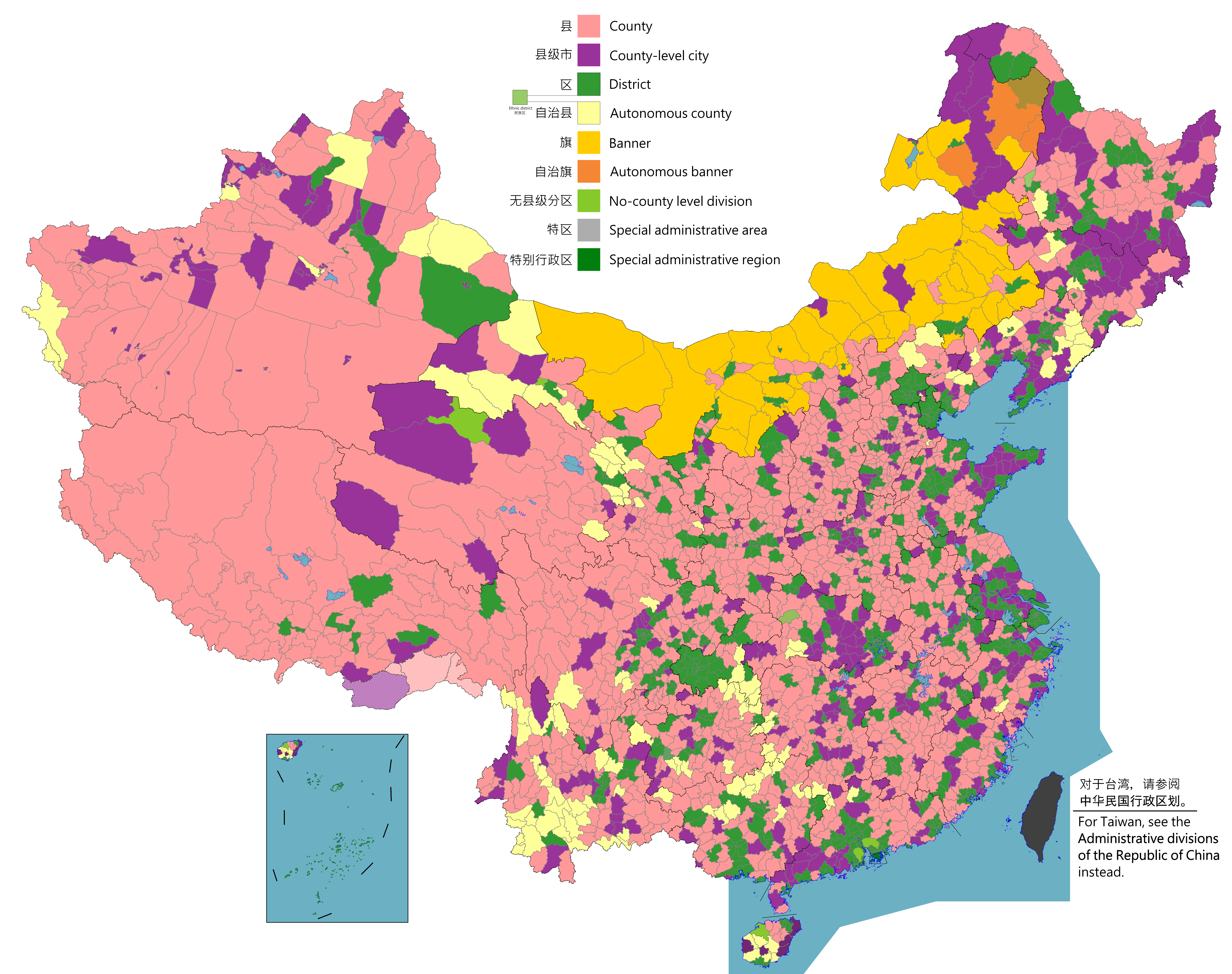
Bannières autonomes en beige foncé sur la carte des subdivisions au niveau Comté de la Chine.

Une bannière autonome (chinois : 自治旗 ; pinyin : zìzhì qí]) est un type de subdivision administrative en République populaire de Chine utilisée principalement dans la région autonome de Mongolie-Intérieure. Elle est au même niveau que la bannière ou plus généralement, le xian.